# Jeff Porcaro

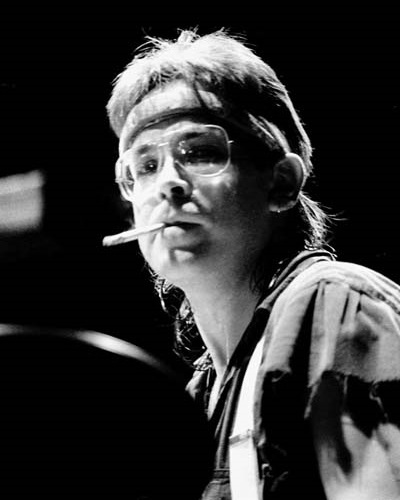
Jeff Porcaro

Jeffrey "Jeff" Thomas Porcaro (Hartford, 1 april 1954 — Hollywood, 5 augustus 1992) was een Amerikaans muzikant. Hij was een stichtend lid van en drummer bij de popgroep Toto. 
Porcaro werd geboren in de stad Hartford in de staat Connecticut. Zijn vader is Joe Porcaro, een bekende Westcoast percussionist. Zijn twee broers Mike Porcaro (overleden 15 maart 2015 - Los Angeles) en Steve Porcaro waren/zijn allebei studiomuzikant.

## Biografie
In zijn tienerjaren werd hij steeds bekender in de wereld van Amerikaanse sessiemuzikanten en gaf zijn studie op om te gaan toeren met Sonny & Cher. 
Hiervoor al leerde hij toetsenist David Paich kennen. Samen met Paich en broertje Steve Porcaro vonden zij gitarist Steve Lukather, bassist David Hungate en zanger Robert "Bobby" Kimball en vormden zij de inmiddels wereldwijd bekende pop/rockband Toto. Jeffs strakke, herkenbare drumstijl zorgde voor wereldhits als "Hold The Line", "Rosanna" en het door hemzelf en David Paich geschreven "Africa". Het album "IV" uit 1982 werd zijn grootste succes, er werden miljoenen exemplaren van verkocht en de singles "Rosanna", "Africa" en "I Won't Hold You Back" werden allemaal wereldhits. Bij de Grammy Awards in datzelfde jaar wist Jeff met zijn band drie Grammy's in de wacht te slepen. Na dit succesalbum werd bassist Hungate vervangen door Jeffs jongere broer Michael Porcaro.
Jeffrey bleef doorgaan met sessiewerk en speelde met diverse artiesten. Hij heeft samengewerkt met artiesten als Boz Scaggs, Steely Dan, Dire Straits, Michael Jackson, Bruce Springsteen en Larry Carlton.  Samen met Toto-muzikanten Lukather, Paich en broertje Steve werkte hij mee aan het hit-album "Thriller" van Michael Jackson. Voor de single "Beat It" ontving hij een Grammy Award als support-band voor beste single van het jaar.
Een minder bekende liefhebberij van Jeff Porcaro was tekenen. Hij ontwierp verscheidene albumhoezen van Toto, waaronder die van "The Seventh One" en "Kingdom Of Desire", het laatste Toto-album waarop hij speelde.
Op 5 augustus 1992 stierf Jeffrey Porcaro aan een hartaanval als gevolg van een combinatie van verharding en gedeeltelijke verstopping van de bloedvaten (atherosclerosis). 
In 1996 komt het album Tribute to Jeff uit met o.a. David Garfield (spoken vocals, piano, electric piano, synthesizer, Mini Moog, Moog); Michael Landau (vocals, guitar); Will Lee (vocals, bass); Paulette Brown, Michael McDonald, David Pack, Jason Scheff, Boz Scaggs (vocals); Simon Phillips (spoken vocals, drums); Steve Lukather (acoustic & electric guitars); Paul Jackson Jr., Eddie Van Halen, Denny Dias, Fred Tackett (guitar); Tom Scott (alto, tenor & baritone saxophones); Jerry Hey (trumpet, flugelhorn); David Paich (piano, electric piano, Fender Rhodes); David Benoit (piano); Emil Richards (vibraphone); Mike Porcaro (bass, cymbals); Nathan East (bass); Gregg Bissonette, Steve Gadd (drums); Luis Conte (conga, batas, percussion); Don Henley, Richard Marx (background vocals). Hierop staan nummers waaraan Jeff heeft meegewerkt of waar hij zelf gek op was.
Op de in 2019 door het tijdschrift Rolling Stone gepubliceerde ranglijst van 100 beste drummers in de geschiedenis van de popmuziek kreeg Jeff Porcaro de 37e plaats toegekend.